# Comuna Tarnivți, Ujhorod
Tarnivți (în ucraineană Тарнівці) este o comună în raionul Ujhorod, regiunea Transcarpatia, Ucraina, formată din satele Botfalva, Șîșlivți și Tarnivți (reședința).

## Demografie
Componența lingvistică a comunei Tarnivți
     Maghiară (53,13%)
     Ucraineană (44,61%)
     Slovacă (1,02%)
     Rusă (1,02%)
     Alte limbi (0,06%)
Conform recensământului din 2001, majoritatea populației comunei Tarnivți era vorbitoare de maghiară (53,13%), existând în minoritate și vorbitori de ucraineană (44,61%), rusă (1,02%) și slovacă (1,02%).